# Formigueret d'Alagoas
El formigueret d'Alagoas (Myrmotherula snowi) és una espècie d'ocell de la família dels tamnofílids (Thamnophilidae).

## Hàbitat i distribució
Habita la selva humida de l'estat d'Alagoas, a Brasil.